# Christian Feichtinger

Jean Génie (alias Christian Feichtinger) mit „Raupenmann“

Christian Feichtinger (März 2024)

Christian Feichtinger (eigentlich Hans Christian Ingomar Feichtinger, auch Jean Génie) (* 7. März 1956 in Gmunden (Oberösterreich); † 26. März 2025 in Wien) war ein österreichischer Bühnenbildner, Maler, Regisseur, Musiker, Karikaturist und Cartoonist, der in Wien lebte.

## Leben und Werk
Nach der Matura in Bad Ischl studierte Christian Feichtinger zwischen 1975 und 1980 an der Wiener Akademie für Bildende Künste bei Lois Egg Bühnenbild. Neben der Ausstellungstätigkeit als bildender Künstler arbeitete er als Bühnenbildner unter anderem für das Ensemble Theater Wien, das Hessische Staatstheater Wiesbaden, das Salzburger Landestheater, das Schauspielhaus Zürich, das Staatstheater Nürnberg, das Staatstheater Stuttgart, das Thalia Theater (Halle), das Theater Bonn, das Theater der Courage, das Theater Krefeld und Mönchengladbach, die Volksoper, das Volkstheater und die Wiener Kammeroper unter anderem mit den Regisseuren Hansjörg Betschart, Peter Eschberg, Dieter Haspel, Rudolf Jusits, Oliver Karbus, Erni Mangold und Emmy Werner. Nach 1996 war er auch als Regisseur tätig und hat Theaterstücke und Drehbücher verfasst. Seine Interpretation von Georg Kreislers „Ein-Frau-Musical“ „Heute Abend: Lola Blau“ ging mehrfach an andere Häuser und wurde auch im Rahmen der ORF-Sendung „Licht ins Dunkel“ gezeigt.
Eine breite Öffentlichkeit schätzte ihn als Karikaturisten und Cartoonisten. Feichtinger zeichnete sich auch als Maler aus und bestach durch eine Reihe kulturtouristischer Inszenierungen in ganz Österreich. So gestaltete er beispielsweise 2010 das Gartenfestival Bad Vöslau, für das er unter anderem eine humorvolle Darstellung der Seekuh Linda als überlebensgroße Skulptur schuf, inszenierte im Rahmen der damaligen Landesausstellung das Kammerhofmuseum Gmunden und ebendort die Wege zur Keramik, für das Land Niederösterreich das Leselabyrinth und im Kamptal die so genannte Igel-Rätsel-Rallye. In Kooperation mit der Wirtschaft waren es spezielle Inszenierungen, wie der VÖEST-Stahl-Erlebnis-Tag sowie Messe-Inszenierungen. 2003 inszenierte Christian Feichtinger für die Swarovski Kristallwelten den „Gang der Metamorphosen“.
In den vergangenen Jahren spezialisierte sich Feichtinger unter dem Pseudonym Jean Génie auf Cartoons und zunehmend auf Musik. Im Frühjahr 2024 gründete er mit Vero Wölff das Gitarren- und Gesangsduo The Flowing Breeze, das von da an seinen künstlerischen Schwerpunkt bildete.

## Ausstellungen (Auswahl)
- Galerie Alte Schmiede (Wien, 1980)
- Galerie Fuchs (Wien, 1981)
- Galerie Christian Brandstätter (Wien, 1981)
- Kammerhofgalerie der Stadt Gmunden (1982)
- Galerie auf der Stubenbastei (Wien 1984, 1985)
- Galerie Flutlicht (Wien 1987)